# Kieler Gelehrtenschule
Die Kieler Gelehrtenschule (umgangssprachlich kurz KGS) ist ein altsprachliches, humanistisches Gymnasium der Landeshauptstadt Kiel im Stadtteil Brunswik. Sie ist die zweitälteste Schule des Landes Schleswig-Holstein, nach der Domschule Schleswig.

## Geschichte
Am 17. Februar 1320 wurde dem Magister Henricus de Culmine von Graf Johann II. von Holstein-Kiel das Privileg zur Errichtung einer Schule in Kiel erteilt. 1350 bezog die Schule ein Gebäude am Nikolaikirchhof und stand unter der Trägerschaft der Stadt Kiel und des Klosters Bordesholm. Zu dieser Zeit war jeweils der Hauptpastor an der Kieler St. Nikolaikirche Rektor der Schule und Lehrer der ersten Lateinklasse. Nach der Reformation trennte sich die Schule 1534 vom Bordesholmer Kloster und bezog ein neues Gebäude im ehemaligen Kieler Kloster. Getragen wurde sie als Kieler Stadtschule seitdem von der Geistlichkeit und der Stadt Kiel. Maßgeblich war für sie nun die Bugenhagensche Kirchenordnung. 1556 zog die Schule in ein Gebäude in der Haßstrasse erneut um. Zu dieser Zeit hatte die Schule etwa 80 Schüler. Etwa 1600 wurde an der Kieler Gelehrtenschule der Altgriechisch-Unterricht eingeführt. Der Dreißigjährige Krieg führte zu einem steten Niedergang der Schule, der auch durch die Neugründung der Universität nicht aufgehalten werden konnte. 1734 versuchten die Gottorper Landesherrn durch eine neue Schulordnung vergeblich das Schulwesen zu erneuern.
Erst 1797 gelang unter dem Rektor Erasmus Danielsen eine durchgreifende Erneuerung der Stadtschule, die vor allem durch die Aufteilung in eine Bürgerschule und in eine Gelehrtenschule erreicht wurde. Nur der Besuch der Gelehrtenschule befähigte zum Universitätsstudium. 1803 erfolgte der Umzug der Schule in ein Adelshaus in der Küterstraße. Die Schülerzahl lag damals bei etwa 100 Schülern.
1848 erfolgte dann die Verstaatlichung der Kieler Gelehrtenschule, lediglich die Sachträgerschaft blieb bei der Stadt Kiel. Nachdem Schleswig-Holstein 1867 zur Provinz des Staates Preußen geworden war, erlebte die Schule einen Aufschwung. 1868 konnte sie einen äußerst repräsentativen Neubau in der Dammstraße am Kleinen Kiel beziehen. Die Wandgemälde in der Aula, darunter das Bild Luther auf dem Reichstag zu Worms, schuf der Maler Anton von Werner. Mit dem Wachstum der Stadt Kiel stieg auch die Schülerzahl auf 500 Schüler an. 1891 wurde die Schule dann in die Sachträgerschaft des Staates Preußen übernommen. Sie hieß nun Königliches Gymnasium – Kieler Gelehrtenschule.

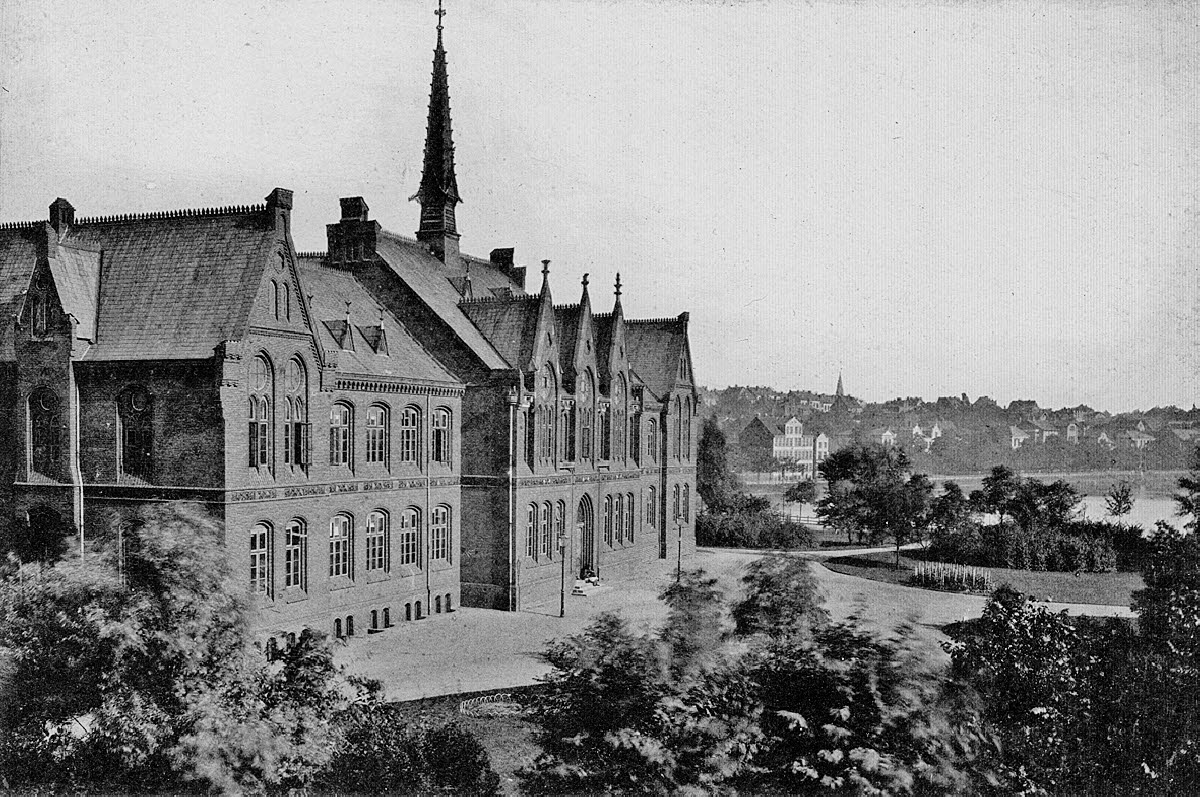
Neugotischer Backsteinbaus des Gymnasiums, ca. 1880

Nach dem Ende des Ersten Weltkrieges erhielt die Schule den Namen Staatliches Gymnasium – Kieler Gelehrtenschule. Ab 1924 wurde auch Mädchen der Besuch der Gelehrtenschule gestattet, nachdem diese hier vorher nur als externe Schülerinnen ihr Abitur hatten ablegen können.
Bei einem Luftangriff am 26. August 1944 wurde das Schulgebäude total zerstört. Ein ausgelagerter Schulunterricht fand dann noch bis April 1945 statt. Im November 1945 wurde der Unterricht im Gebäude der Humboldt-Schule wiederaufgenommen. 1953 konnte die Schule schließlich einen Neubau in der Feldstraße beziehen, der bis 1963 noch umfassende Erweiterungen erfuhr.

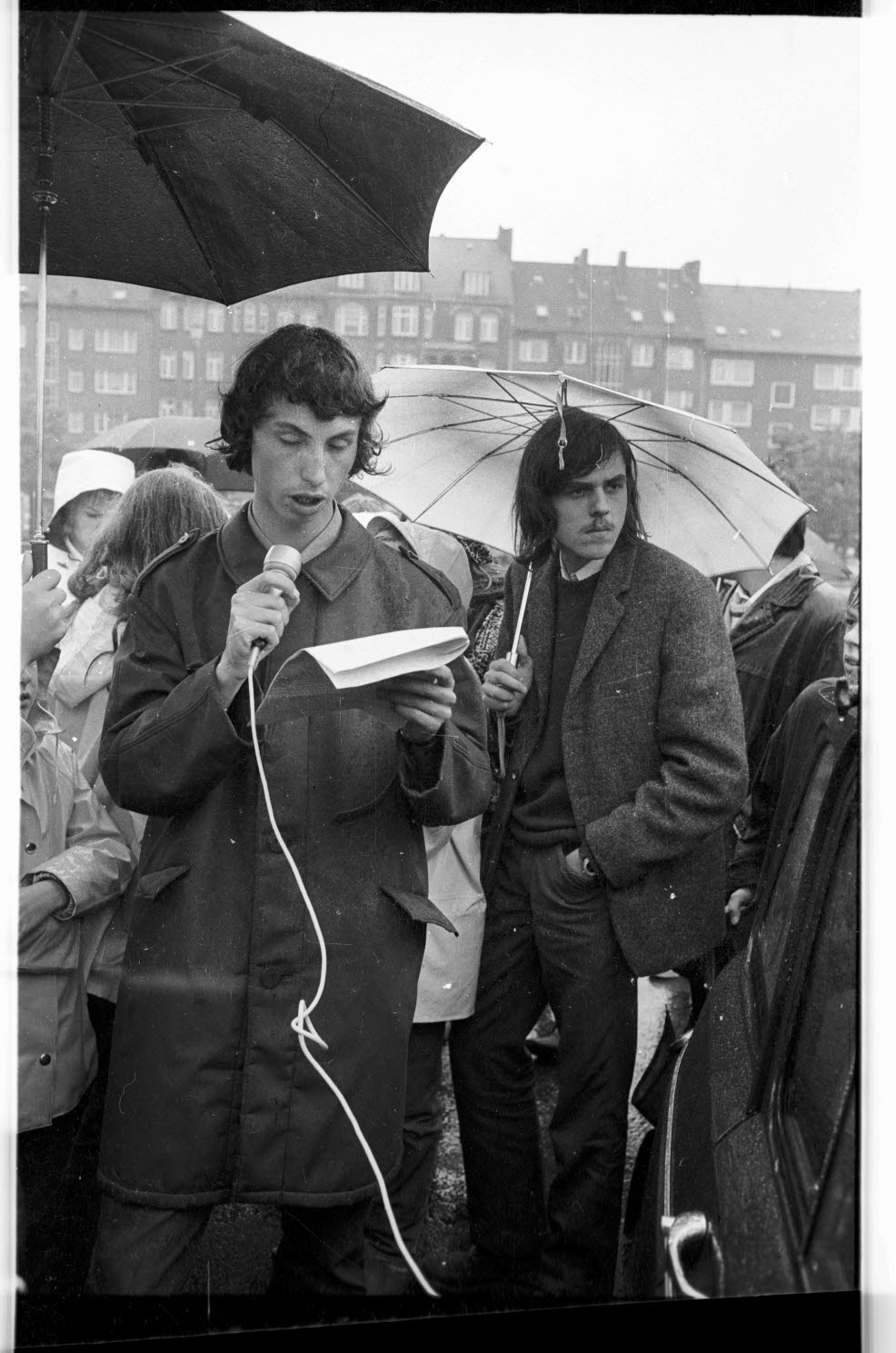
Schülerdemonstration am Exerzierplatz gegen den Verweis zweier Schüler von der Gelehrtenschule, 1968

Über die Kieler Gelehrtenschule wurde während der Schüler- und Studentenproteste in den Jahren um 1968 häufig in den Medien berichtet, da an der Kieler Gelehrtenschule so viele Proteste gestartet wurden wie an kaum einer anderen deutschen Schule. Die Proteste häuften sich nach Aussagen des damaligen Schulleiters Reußner nach einer Studienfahrt in Italien, wo der Leiter der Fahrt Einwohner mit teilweise an NS-Jargon erinnernden Schimpfwörtern beleidigt haben soll.
Während dieser und folgender Jahre wurden vermehrt Schüler der Schule verwiesen, oft aus vergleichsweise banalen Gründen. Auf der Kieler Gelehrtenschule waren auch die Protestanführer Thomas Weisbecker und Georg von Rauch, die ebenfalls beide von der Schule verwiesen wurden. Es bestand für die Betroffenen ein Hausverbot an der Kieler Gelehrtenschule, das erst 2008 durch den Schulleiter aufgehoben wurde.
Ihre höchste Schülerzahl hatte die Gelehrtenschule 1982 mit 967 Schülern. Ein Jahr später wurde die Trägerschaft nach rund 150 Jahren wieder von der Stadt Kiel übernommen.

## Gegenwart
Die Kieler Gelehrtenschule hat zurzeit etwa 520 Schüler. Als Angebotsschule steht sie Schülern aus ganz Schleswig-Holstein offen.
In der 5. Klasse haben die Schüler neben der traditionsreichen Variante, mit den beiden Fremdsprachen Latein und Englisch zu beginnen, inzwischen auch die Option, einen Englischzweig zu besuchen, in dem die Schüler in der 5. Klasse ausschließlich verstärkt Englisch und ab der 6. Klasse dann auch Latein als Fremdsprache erlernen. Bis 2015 war es zuvor stets Standard, dass die Schüler, im Gegensatz zu allen anderen Gymnasien des Landes, zwei Jahre lang keine neue Fremdsprache hinzubekamen. Als dritte Fremdsprache können die Schüler in der 9. Klasse freiwillig Altgriechisch oder Französisch wählen. Wer keine dritte Fremdsprache erlernen möchte, kann alternativ Informatik wählen. Zusätzlich kann als AG Schwedisch und im Rahmen der Begabtenförderung auch Chinesisch erlernt werden. In der Obertertia absolvieren die Schüler pflichtweise ein Sozial- und in der Unterprima ein Wirtschaftspraktikum.
Im Jahre 2011 wurde ein komplett neuer Gebäudetrakt für die Naturwissenschaften erbaut und eingeweiht.
Seit 2003 bietet die Schule für neu eingeschulte Sextaner die Möglichkeit an, im Rahmen einer sog. G8-Klasse das Abitur schon nach achtjährigem Besuch des Gymnasiums zu erwerben. Die wissenschaftliche Begleitung des Pionier-G8-Jahrganges wurde bereits 2005 eingestellt. Die Schüler dieser Klasse führen trotzdem das G8-Modell weiter. Zum Schuljahr 2019/2020 wird wieder ausschließlich das G9-Modell angeboten.
Die Tradition der Samstagschule, die zuletzt in Schleswig-Holstein nur noch an der Kieler Gelehrtenschule zu finden war, ist nun seit dem Schuljahr 2007/2008 auch hier abgeschafft worden. 2008 erhielt die KGS als einziges Gymnasium vom Bildungsministerium des Landes Schleswig-Holstein das Prädikat „Referenzschule“ im Bereich der Offenen Ganztagsschulen.
Die Schule hat ein breitgefächertes Angebot für eine außerschulische musische Betätigung in Orchestern, Chören und Theatergruppen. Sie verfügt über ein, zeitweise über die Grenzen von Kiel hinaus erfolgreiches, Schulorchester. Dieses wurde jahrelang von dem Musiklehrer Klaus Hasenjäger geleitet, der für seine Leistungen im Bereich Musik von Schleswig-Holsteins damaliger Ministerpräsidentin Heide Simonis mit der Schleswig-Holstein-Medaille ausgezeichnet wurde. Weiterhin verfügt die Schule über eine Musikwerkstatt, geleitet von Thomas Nagel, die fortschrittlich im Bereich der Musikprogrammierung tätig ist und auch einen Auftritt während der Expo 2000 in Hannover hatte. Daneben bestehen mehrere sportliche Arbeitsgemeinschaften, hervorzuheben ist hier der 1883 gegründete eigenständige Schülerruderverein K.G.R.V. Teifun für Jungen.
An der Kieler Gelehrtenschule erschienen nach dem Zweiten Weltkrieg eine Reihe von Schülerzeitungen, welche die Verhältnisse an der Schule teilweise kritisch begleiteten; darunter „Aha“ (seit 1975), „Sisyphus“ (seit 1977), „Phönix“ (seit 1986), und „Frizz“ (seit 2003). Seit 2015 gibt es die Schülerzeitung „Papyrus“, welche inhaltlich gleichermaßen auf unterhaltende wie auf tiefergehende Beiträge, z. B. zu aktuellen Themenbereichen wie der Aufnahme von Flüchtlingen, ausgerichtet ist und dabei die Schüler möglichst aller Jahrgangsstufen ansprechen und einbeziehen möchte. Seit 2021 wird die Schülerzeitung nicht mehr in Print, sondern nur online auf ihrer Website veröffentlicht.
Schüleraustauschprogramme finden mit dem Madras College, St. Andrews (Schottland), dem Lycée Pré de Cordy in Sarlat-la-Canéda (Frankreich), der Deutschen Schule in Thessaloniki, der „Hangzhou Genshan High School“ in Hangzhou (China) und ehemals auch mit der Schule Nr. 7 in Kaliningrad statt.

## Persönlichkeiten

### Schüler
- Michael Maier (1569–1622), Alchemist, Satiriker und neulateinischer Dichter
- Johannes Jonsius (1624–1659), Pädagoge und Philosophiehistoriker, besuchte 1641 bis 1645 die Schule
- Hildebrand von Horn (1655–1686), Diplomat in Diensten Dänemarks
- Johann Adolf Nasser (1753–1828), evangelischer Theologe, Professor für Philosophie, Literatur, Archäologie und Kunst
- Christian Petersen (1802–1872), Philologe (Schüler ab 1816)
- Ferdinand Weber (1812–1860), Mediziner, Hochschullehrer und Schriftsteller
- Georg Weber (1816–1891), Arzt
- Karl Wilhelm Nitzsch (1818–1880), Geschichtswissenschaftler
- Adolf Michaelis (1835–1910), klassischer Archäologe
- Georg Howaldt (1841–1909), Gründerzeitunternehmer und Schiffbauer
- Detlev von Liliencron (1844–1909), Lyriker, Prosa- und Bühnenautor
- Hugo Planck (1846–1922), Senatspräsident am deutschen Reichsgericht (Abitur 1864)
- Bernhard Howaldt (1850–1908), Unternehmer der Gründungszeit
- Hermann Howaldt (1852–1900), Ingenieur, Mitbegründer und Mitglied des Vorstandes der Howaldtswerke AG
- Friedrich Sthamer (1856–1931), Rechtsanwalt
- Berthold Litzmann (1857–1926), Germanist und Literaturhistoriker (Abitur 1875)
- Max Planck (1858–1947), Physiker (Abgang 1867)
- Christian Reuter (1863–1915), Historiker und Pädagoge (Abitur 1882)
- August Jacob Georg Howaldt (1870–1937), Schiffbauer und Unternehmer
- Georg Leisner (1870–1957), Prähistoriker
- Erich Klostermann (1870–1963), evangelischer Theologe
- Carl Ritter (1871–1965), Chirurg in Greifswald, Posen und Düsseldorf
- Hermann Luppe (1874–1945), Jurist, Mitglied der Weimarer Nationalversammlung
- Gustav Leisner (1877–1947), volkisch-rassistischer Schriftsteller (Abitur 1896)
- Franz Rolf Schröder (1883–1979), Germanist u. Hochschullehrer
- Paul Cruse (1885–1977), Pädagoge
- Melchior von der Decken (1886–1953), Richter
- Burckhardt Helferich (1887–1982), Chemiker u. Hochschullehrer
- Ernst Wolgast (1888–1959), Jurist
- Prinz Waldemar von Preußen (1889–1945), Jurist und Offizier (Abitur 1907)
- Heinrich von Prittwitz und Gaffron (1889–1941), Offizier, zuletzt Generalleutnant und Kommandeur
- Johann Peperkorn (1890–1967), Theologe u. NSDAP-Politiker
- Felix von Mikulicz-Radecki (1892–1966), Gynäkologe
- Wilhelm Ahlmann (1895–1944), Bankier (Abitur 1913)
- Theodor Strünck (1895–1945), Jurist, NS-Widerstandskämpfer
- Richard Harder (1896–1957), Philologe (Abitur 1914)
- Hans Heinrich Schaeder (1896–1957), Orientalist, Ägyptologe und Religionshistoriker (Abitur 1914)
- Ferdinand Hoff (1896–1988), Internist u. Hochschullehrer
- Walter Denkert (1897–1982), Offizier, General der Wehrmacht
- Felix Scheder-Bieschin (1899–1940), Unternehmer in der Marine- und Rüstungsindustrie
- Harald Siebke (1899–1965), Gynäkologe in Kiel und Bonn
- Friedrich Schumm (1901–1933), Jurist und Opfer des Nationalsozialismus
- Martin Pörksen (1903–2002), Theologe und Politiker
- Paul L. Strack (1904–1941), Historiker und Universitätsprofessor
- Emil Frey (1904–1980), Versicherungsmanager
- Paul Thamm (1904–1993), Jurist und Staatsanwalt[4]
- Helmut Lemke (1907–1990), NSDAP- und CDU-Politiker (Abitur 1925)
- Heinrich Schade (1907–1989), Mediziner u. Hochschullehrer
- Friedrich Edding (1909–2002), Bildungsökonom
- Ernst Gerke (1909–1982), Jurist, Gestapobeamter und SS-Führer
- Heinrich Röhreke (1910–2001), Diplomat
- Jürgen Hagedorn (1910–1981), Jurist
- Joachim Schepke (1912–1941), U-Boot-Kommandant und NS-Propagandist
- Richard Weyl (1912–1988), Geologe
- Wolfgang Tischler (1912–2007), Zoologe
- Kurt Frey (1913–1993), Kultusministerkonferenz-Generalsekretär (Abitur 1932)
- Werner Lemke (1914–1986), Germanist, Altphilologe, Philosoph und Pädagoge (Abitur 1934)
- Stephan Skalweit (1914–2003), Historiker (Abitur 1932)
- Heinz Zahrnt (1915–2003), evangelischer Theologe, Schriftsteller und Publizist (Abitur 1933)
- Hans-Felix Piper (1916–2007), Ophthalmologe
- Felix Anschütz (1920–2014), Internist, Kardiologe und Hochschullehrer (Abitur 1939)
- Georg-Wilhelm Rodewald (1921–1991), Pionier der Herzchirurgie in Hamburg (Abitur 1939)
- Carl Schirren (1922–2017), Dermatologe und Androloge (Schüler von 1932 bis 1940)
- Peter Wapnewski (1922–2012), Mediävist und Mitglied des PEN-Zentrums Deutschland (Abitur 1941)
- Ludwig von Friedeburg (1924–2010), Soziologe und SPD-Politiker (Reifevermerk 1941)
- Hans Dierck Waller (1926–2013), Internist und Hämatologe (Reifevermerk 1944)
- Jost Nolte (1927–2011), Schriftsteller und Journalist (Abitur 1947)
- Robert Knüppel (1931–2025), CDU-Politiker
- Trutz Rendtorff (1931–2016), evangelischer Theologe (Abitur 1951)
- Hans-Jürgen Diller (* 1934), ordentlicher Professor für Anglistik, von 1946 bis 1955 an der Kieler Gelehrtenschule, Sohn von Hans Diller
- Justus Diller (* 1936), ordentlicher Professor für Mathematik, Sohn von Hans Diller
- Wolf von Lojewski (* 1937), Fernsehjournalist (Abitur 1957)
- Hans Jürgen Ahrens (* 1941), Jurist (Abitur 1961)
- Renate Lüllmann-Rauch (1941–2024), Anatomin (Abitur 1961)
- Sigurd Brieler (* 1942), Chirurg
- Eugen Buß (* 1943), Professor für Soziologie, empirische Sozialforschung und Wirtschaftssoziologie (Abitur 1963)
- Frieder Henf (* 1943), Jurist (Abitur 1963)
- Barbara Sichtermann (* 1943), Publizistin und Schriftstellerin (Abitur 1963)
- Justus Frantz (* 1944), Pianist, Dirigent und Fernsehmoderator (Abitur 1964)
- Hermann Kuhn (* 1945), Politiker von Bündnis 90/Die Grünen
- Georg von Rauch (1947–1971), Anarchist (Abgang 1961)
- Thomas Weisbecker (1949–1972), militanter Linker und Terrorist der Bewegung 2. Juni (Abgang 1967)
- Axel Milberg (* 1956), Schauspieler (Abitur 1975)
- Justus Zeyen (* 1963), Pianist und Liedbegleiter (Abitur 1982)
- Klaus Tochtermann (* 1964), Informatiker (Abitur 1983)
- Thorsten Dahl (* 1965), parteiloser Politiker (Schüler von 1975 bis 1979)
- Anka Feldhusen (* 1966), Diplomatin (Abitur 1985)
- Christian Hattenhauer (* 1966), Jurist und Rechtshistoriker (Abitur 1985)
- Susanne Gaschke (* 1967), SPD-Politikerin, Journalistin und Autorin (Abitur 1986)
- Matthias Haß (* 1967), Rechtsanwalt und ehem. Minister (Abitur 1986)
- Franziska Becker (* 1968), Fernsehmoderatorin (Abitur 1988)
- Katja Kessler (* 1969), Klatschkolumnistin und Autorin (Abitur 1988)
- Jan Kürschner (* 1974), Rechtsanwalt und Politiker (Bündnis 90/Die Grünen)
- Katja Husen (1976–2022), Geschäftsführerin und Politikerin von Bündnis 90/Die Grünen (Abitur 1995)
- Jannis Bischof (* 1978), Wirtschaftswissenschaftler und Professor für Betriebswirtschaftslehre (Abitur 1998)
- Matthias Badenhop (* 1979), deutscher Volkswirt und Staatssekretär (Abitur 1998)
- Caspar Frantz (* 1980), Pianist (Abitur 2001)

### Lehrer
- Erasmus Danielsen (1743–1809), Rektor 1778–1809
- Jacob Asmussen (1794–1850), Subrektor 1824–1839
- Marx Johannes Friedrich Lucht (1804–1891), Altphilologe, Geheimer Regierungsrat und Direktor des Christianeums in Altona (Rektor der Gelehrtenschule 1836–1853)
- Heinrich August Mau (1806–1850), evangelischer Theologe (Substitut des Subrektors ab 1832)
- Friedrich Ernst Wolperding (1815–1888), Landschaftsmaler (Zeichenlehrer bis 1884)
- Ludwig Paul (1826–1902), Lehrer, Pfarrer und Schriftsteller (1866 Lehrer, 1873 Dritter Oberlehrer und 1884 Professor)
- Konrad Niemeyer (1829–1903), klassischer Philologe und Pädagoge (Direktor 1869–1890)
- Rudolph von Fischer-Benzon (1839–1911), Naturwissenschaftler, später Landesbibliothekar (1878–1892)
- Heinrich Schröder (1863–1937), Sprachwissenschaftler, Gründer der Germanisch-Romanischen Monatsschrift (Studienrat 1921–1924)
- Sebald Schwarz (1866–1934), Pädagoge und Schulreformer (Referendar)
- Margrethe Klenze (1881–1977), Kunstlehrerin
- Friedrich Lammert (1890–1956), Altphilologe und Historiker (Oberstudienrat ab 1932)
- Benno Böhm (1891–1969), Philologe, Oberstudiendirektor (Schulleiter 1945–1956)
- Erwin Assmann (1908–1984), Historiker (Direktor von 1956 bis 1959)
- Oswald Hauser (1910–1987), Historiker, Lehrstuhlinhaber in Kiel und Aachen
- Rudolf Wiggers (1902–1971), Altphilologe und Rassenideologe (Direktor von 1959 bis 1966)
- Hans Harder (1903–1990), Musikpädagoge und Professor an der Pädagogischen Hochschule Kiel (Lehrer von 1950 bis 1958)
- Walter Richard Gerlich (1908–1981), Pädagoge und CDU-Politiker
- Therese Chromik (* 1943), Schriftstellerin
- Sylvia Eisenberg (* 1948), CDU-Politikerin (Lehrerin bis 2000)